# Салаи, Дьёрдь
Дьёрдь Салаи (венг. Szalai György, род. 14 февраля 1951, Гадорош, Венгрия) — венгерский спортсмен-тяжёлоатлет, бронзовый призёр Олимпийских игр 1980 года.

## Биография

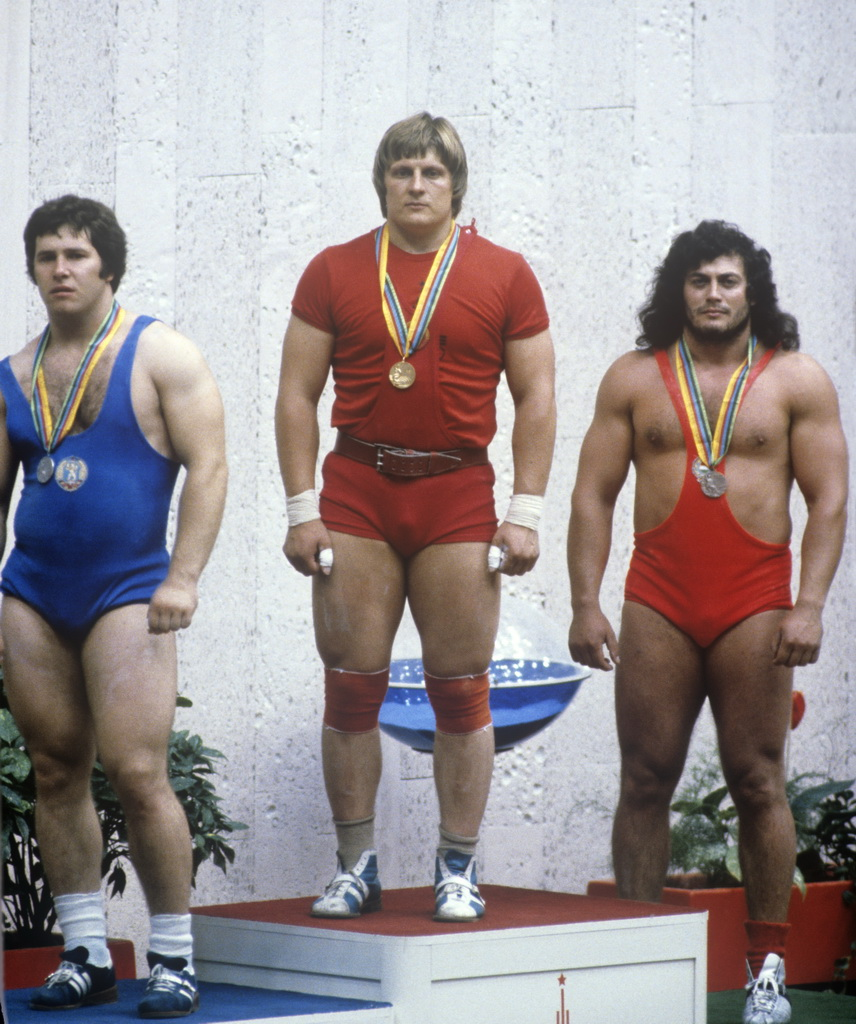
Пьедестал Московской олимпиады. Леонид Тараненко (в центре), Валентин Христов (слева) и Дьердь Салаи

В детстве увлёкся футболом, первоначально тренировался под руководством Иштвана Писонта, с детьми своего возраста. Перейдя в лёгкую атлетику он прыгнул на 148 сантиметров в высоту. Занимался также толканием ядра и метанием молота. В 1968 году Геза Тот, серебряный призёр Олимпийских игр и чемпион мира по тяжёлой атлетике, заметил Салаи на соревнованиях по лёгкой атлетике в Сомбатхее и уговорил заняться штангой.
Высокий рост (180 см), пропорциональное телосложение (108 кг) и сильные мускулы Салаи позволили ему стать успешным спортсменом. С 1970 года он регулярно ставил национальные молодёжные рекорды.
Как тяжёлоатлет выступал в категории до 110 кг.
На Олимпиаде в Москве занял третье место с результатом 172,5 / 217,5 / 390,0, пропустив вперёд Леонида Тараненко и Валентина Христова.
В 1981 году он прооперировал локоть, а затем завершил выступления.
При содействии Тамаша Аяна в 1985 году отправился в Египет, но через год вернулся домой. Был тренером молодёжной команды Венгрии, затем стал генеральным секретарём ассоциации. После непродолжительной предпринимательской карьеры (2002—2003) работал тренером в Тунисе.
В 2006 году стал капитаном венгерской сборной тяжёлоатлетов
В 2008 году при посредничестве президента Международной федерации тяжёлой атлетики Тамаша Аяна попытался тренировать тяжёлоатлетов Ирана. В Тегеране его изначально пригласили на детский возраст 13-14 лет, но через несколько месяцев ему было поручено готовить национальные сборные 17-20-летних. Среди его воспитанников олимпийский чемпион Киануш Ростами.
В 2010 году иранская сборная по тяжёлой атлетике под руководством Дьёрдя Салаи посетила Венгрию.
Живёт в Тате, но помнит город своего школьного детства — Орошхазу. Получил приз «Орошхаза Сити Спорт».